# Dereler, Bafra
Dereler là một xã thuộc huyện Bafra, tỉnh Samsun, Thổ Nhĩ Kỳ. Dân số thời điểm năm 2010 là 127 người.